# Bonifacio Pinedo
Bonifacio Pinedo (auch: Marqués de Pinedo, * unbekannt, † 1954 oder 1960) war Zeremonialkönig der afro-bolivianischen Gemeinde. Er war  Großvater des heutigen Königs Julio Pinedo.

## Königtum und Wirken
Bonifacio Pinedo soll ein direkter Nachkomme eines königlichen Geschlechts aus Afrika sein, das von den Spaniern nach Bolivien verschleppt wurde (Nachfolger von Prinz Uchicho). Über sein Leben und seine Familie ist wenig publiziert. Er wurde 1932 gekrönt. Nach seinem Tod war der Thron vakant, bis ihn der Neffe von Bonifacio 1992 bestieg.
Sein Nachfolger, Julio Pinedo, wurde 1992 gekrönt und am 3. Dezember 2007 offiziell anerkannt, als er vom Präfekten von La Paz vereidigt wurde.
Bonifacio Pinedo und seine Frau Cecilia sind in der Nähe von Mururata begraben.

## Herkunft und Vorfahren
Die Geschichte der Familie Pinedo ist mit dem Sklavenhandel der Spanier in Südamerika eng verbunden. Nachdem die indigene Bevölkerung Südamerikas von den Spaniern zu Sklavenarbeiten u. a. in den Minen in den Anden herangezogen wurde und viele davon starben, wurden Afrikaner als Sklaven ins Land geholt. Um 1820 wurde das letzte Sklavenschiff nach Südamerika geschickt, 1826 schaffte Bolivien die Sklaverei formell ab. Auf einem der letzten Sklavenschiffe soll sich Prinz Uchicho aus dem königlichen Haus von Senegal befunden haben (nach anderen Quellen aus dem Kongo). 1832 wurde er von den ehemaligen Sklaven zu ihrem ersten Oberhaupt gekrönt (siehe auch: Afro-bolivianisches Königshaus).
Der Name der Familie, Pinedo, soll vom früheren Sklavenhalter angenommen worden sein, wie dies früher Brauch war.
Die afrobolivianische Bevölkerungsgruppe zählt erst seit der Verfassungsänderung 2009 zu einer der 36 anerkannten Minderheiten im Land.